# Gizella Farkas
Gizella Farkas (Miskolc, 20 november 1925 - Wenen, 17 juni 1996) was een Hongaars tafeltennisspeelster. Zij schreef in haar actieve carrière tien wereldtitels op haar naam, waarvan drie in het enkelspel, drie in het dubbelspel en vier in het gemengd dubbel. Ze trouwde tijdens haar leven verschillende keren, waardoor ze behalve als Farkas ook als Fekete, als Gervai en als Lantos in de geschiedenisboeken kwam.
Farkas werd in 1995 opgenomen in de ITTF Hall of Fame.

## Wereldkampioenschappen
Farkas nam in haar tafeltenniscarrière tussen 1947 en 1959 deel aan tien WK's, waarop ze iedere keer zowel in het enkelspel, dubbelspel, gemengd dubbel als ploegentoernooi uitkwam. Negentien keer stond ze in een WK-finale, waaruit ze tien keer met goud terugkeerde. Alleen in het landentoernooi wist ze nooit de wereldtitel te pakken met de Hongaarse ploeg. Farkas stond met haar ploeggenoten zowel in Parijs 1947, Wembley 1948, Boedapest 1950 als Wembley 1954 in de eindstrijd van deze discipline, maar achtereenvolgens Engeland, nogmaals Engeland, Roemenië en Japan pakten daarin de zege.
Van 1947 tot en met 1953 haalde Farkas zeven keer achter elkaar de finale van het enkelspel. De eerste twee keer  versloeg ze in de persoon van Elizabeth Blackbourn en Vera Thomas-Dace twee Engelsen, de laatste keer de Tsjechoslowaakse Kveta Hruskova. Vervolgens brak echter het tijdperk van Angelica Rozeanu aan, die Farkas in de vier volgende WK-finales elke keer klopte (en daarna nog twee titels pakte). Daardoor kwam ze nooit aan het record van haar landgenote Mária Mednyánszky, die eerder vijf keer achter elkaar wereldkampioene werd.
De Hongaarse bereikte op de WK's zowel vier dubbelspelfinales als vier finales in het gemengd dubbel. In laatstgenoemde categorie leverde haar dit elke keer goud op. De eerste keer was dit in 1947, toen Farkas met Ferenc Soos aan haar zijde speelde. In zowel Stockholm 1949 als 1950 vormde ze een winnend duo met Ferenc Sidó. Waar haar beide voormalige dubbelpartners ook Hongaars waren, won ze in 1954 de gemengd dubbeltitel samen met Ivan Andreadis, een Tsjechoslowaak.
In dubbelspelfinales voor vrouwenkoppels verloor Farkas alleen in 1950, uitgerekend in haar thuisland. Samen met Rozeanu, haar kwelgeest in het enkelspel, kreeg ze het Hongaars/Schotse duo Dora Beregi/Helen Elliott er niet onder. Eerder klopte ze al wel in 1947 (aan de zijde van de Oostenrijkse voormalig wereldkampioene enkelspel Gertrude Pritzi) de Amerikaansen Mae Clouther en Mona Monness en in 1949 samen met eerdergenoemde Elliott de Engelsen Lilian Barnes en Joan Crosby. Ook samen met Rozeanu haalde ze nog een dubbeltitel binnen en wel in Boekarest 1953. In de eindstrijd dolven Diane en Rosalind Rowe uit Engeland het onderspit.

## Europese kampioenschappen
Farkas' actieve loopbaan was al bijna ten einde, toen er vanaf 1958 naast WK's voor het eerst ook EK's werden georganiseerd. Ze zag nog kans om aan de edities van Boedapest 1958 en Zagreb 1960 mee te doen. De eerste keer won ze met haar landgenoot Zoltán Berczik de titel in het gemengd dubbelspel. In 1960 won Farkas met de Hongaarse ploeg alsnog een internationale titel.